# 5737 Itoh
Az 5737 Itoh (ideiglenes jelöléssel 1989 SK) a Naprendszer kisbolygóövében található aszteroida. Toshiro Nomura,  Koyo Kawanishi fedezte fel 1989. szeptember 30-án.